# キャラ立ち
キャラ立ち（キャラだち）とは、自らの個性を際立たせ、1つの独立したキャラクターとして他者に認識させることである。キャラクターの確立、印象の強化でもある。この表現は、虚構世界の登場人物としてのキャラクター、現実世界における対人関係のための性格としての「キャラクター」のいずれにも使用される。

## 概要
誰が最初に使った言葉かははっきりしないが、1970年代に劇画原作者の小池一夫が漫画の方法論として提唱し、「漫画はキャラクターを立てなきゃダメ」と劇画村塾で教えたことによって、漫画業界に広く知られるようになった。
漫画やアニメーションにおける登場人物の構造分析、関西を中心とするお笑いタレントによる個性の顕在化を示す語としての使用等から一般化したと思われるが、現在では、マーケティングや自己啓発などの分野でも広く用いられるようになっている。
ブランドの概念を個人に当てはめたパーソナルブランド／パーソナルブランディングの考え方が導入される際に、日本においては、自分ブランドやキャラ立ちといった、より身近な語に置き換えられた。
キャラ立ちは、個人のみならず商品・製品・サービス等の売り込みやポジションの確立を促進するものとしてノウハウが確立されているほか、キャリアプランニングや自己啓発等のためのなりたい自分の発見方法としても用いられている。
キャラ立ちの技術は、マーケティングのために開発されたさまざまな方法論を活用し、組み合わせるものである。この点は、恋愛をマーケティング理論で成就させようとすることにも似ている。
2007年の安倍晋三の内閣総理大臣・自由民主党総裁辞任表明にともなう自由民主党総裁選挙に際し、麻生太郎が福田康夫に対して「私は非常にキャラが立ちすぎている」と発言した。漫画などサブカルチャーに造詣が深い麻生の発言であるが、「キャラ立ち」の語の定着が認識された機会であった。